# سید عبدالحسین دستغیب
سید عبدالحسین دستغیب شیرازی (زادهٔ ۱۲۹۲ خورشیدی – درگذشتهٔ ۲۰ آذر ۱۳۶۰) مجتهد شیعه اهل ایران، موسوم به سومین شهید محراب، رئیس حوزه علمیهٔ فارس، نماینده ولی فقیه در استان فارس، امام جمعه شیراز و نمایندهٔ استان فارس در مجلس خبرگان قانون اساسی بود. وی فرزند سید محمدتقی، برادر سید محمدمهدی و دایی سید علی‌محمد و سید علی‌اصغر دستغیب بود.
نسبش با ۳۲ واسطه به «زید بن علی» فرزند علی بن حسین می‌رسد.

## تحصیل
درس را از مکتب‌خانه شروع کرد و با فراگیری قرآن و نصاب و خواندن چند کتاب منظوم و منثور فارسی دوره مکتب را پشت سر گذاشت. پس از آن شروع به تحصیل علوم اسلامی نمود و درس‌های ابتدایی حوزه علمیه را نزد پدر خواند.
پس از فوت پدرش، تحصیلات را در مدرسه خان شیراز ادامه داد و نزد اساتیدی همچون شیخ اسماعیل، ملا احمد دارابی و ملا علی‌اکبر ارسنجانی دوره مقدماتی و سطح را به پایان رساند. در سال ۱۳۱۴ به نجف رفت و در طول هفت سال به درجه اجتهاد نایل آمد.
محمدجواد انصاری همدانی، از استادان اخلاق و عرفان وی بود که با حسنعلی نجابت شیرازی، در همدان به حضور او می‌رفتند.

## سرکوب و آزار بهائیان
خانه‌ها و مغازه‌های بهائیان شیراز به دستور سید عبدالحسین دستغیب (امام جمعه و نمایندهٔ ولی فقیه) چپاول شده و آتش زده شد و بیش از ۵۰۰ بهائی شیراز، آواره شدند.

## استادان
- سید ابوالحسن اصفهانی
- آقا ضیاءالدین عراقی
- سید باقر اصطهباناتی
- محمدکاظم شیرازی[۵]

از استادان اخلاق و عرفان
- محمدجواد انصاری همدانی،
- سید علی قاضی طباطبایی
  - حسنعلی نجابت

## تألیفات
- متن کامل ایمان
- آدابی از قرآن
- سرای دیگر
- معارفی از قرآن
- رازگویی و قرآن
- قلب قرآن
- حقایقی از قرآن
- معراج
- معاد
- قیامت و قرآن
- بهشت جاویدان
- فاتحه‌الکتاب
- صلوة الخاشعین
- بندگی راز آفرینش
- ایمان
- گناهان کبیره
- گنجینه‌ای از قرآن
- سیدالشهداء
- زندگانی صدیقه کبری فاطمه زهرا
- قلب سلیم
- استعاذه
- شرح فوائد الاصول شیخ انصاری
- شرح کفایة الاصول آخوند خراسانی
- تقریرات درس فقه و اصول محمدکاظم شیرازی
- داستان‌های شگفت

## ترور

خبر کشته‌شدن دستغیب در روزنامه اطلاعات

وی در ۲۰ آذر سال ۱۳۶۰–۱۴ صفر ۱۴۰۲ توسط یکی از اعضای سازمان مجاهدین خلق ایران، در حال حرکت به سمت محل برگزاری نماز جمعه در ساعت ۱۱:۲۵ با بمب‌گذاری انتحاری ترور شد.

## فایل سخنرانی‌ها
1. ↑  «حکم انتصاب آقای سید عبد الحسین دستغیب به سمت امام جمعه شیراز». سایت جامع امام خمینی.
2. ↑  این سلسله را شهید دستغیب در پایان کتاب «قلب سلیم» آورده است.
3. ↑  پیام انقلاب، ش ۹۹، ص ۱۶ و ۵۴، مصاحبه با آیت‌الله دستغیب.
4. ↑  ماه‌مهر گلستانه، پروازها و یادگارها، صفحه.
5. ↑  اعتصام، ش ۸، ص ۶۶، روزنامه جمهوری اسلامی، ۱۳۶۹/۹/۲۰، ص ۲ و ۱۰.
6. ↑  «نسخه آرشیو شده». بایگانی‌شده از اصلی در ۲۶ مارس ۲۰۱۴. دریافت‌شده در ۲۲ اکتبر ۲۰۱۹.

https://web.archive.org/web/20120515025609/http://www.radiomaaref.ir/programslist.aspx?parentid=64&page=0&itemsPage=1